# Aune Heggebø
Aune Selland Heggebø (Bergen, 29 luglio 2001) è un calciatore norvegese, attaccante del West Bromwich.

## Carriera

### Club
Heggebø è cresciuto nelle giovanili del Bjarg, per poi entrare a far parte di quelle del Brann. Ha esordito nella prima squadra di quest'ultimo club in data 18 aprile 2018, subentrando a Henrik Kjelsrud Johansen nella vittoria per 1-6 in casa del Sandviken, valida per il primo turno del Norgesmesterskapet: nello stesso incontro, ha realizzato anche il primo gol per il Brann.
Il 18 agosto 2019 è stato annunciato il suo trasferimento al Nest-Sotra con la formula del prestito. Ha debuttato per il nuovo club, in 1. divisjon, il giorno stesso: ha sostituito Erlend Hustad nella vittoria per 3-0 sul Kongsvinger, in cui ha realizzato anche una rete. È rientrato al Brann il mese successivo, giocando così il primo incontro in Eliteserien il 1º settembre 2019: ha sostituito Amer Ordagić nel successo per 1-3 in casa del Lillestrøm.
In vista della stagione 2020, si è trasferito in prestito all'Øygarden. Ha giocato il primo incontro con la nuova maglia il 3 luglio, quando è stato titolare nella sconfitta subita sul campo del Sandnes Ulf col punteggio di 4-3. Il 13 luglio seguente ha realizzato le prime reti, mettendo a referto una doppietta nella partita vinta per 3-4 in casa dell'HamKam. A fine stagione, ha fatto ritorno al Brann per fine prestito.
Il 1º febbraio 2021 ha rinnovato il contratto che lo legava al club, fino al 31 dicembre 2023. Il 30 maggio 2021 ha siglato il primo gol in Eliteserien, nella vittoria per 3-0 arrivata sullo Strømsgodset. Il 4 novembre 2021 ha ulteriormente prolungato il contratto con il Brann, fino al 31 dicembre 2025. Al termine di quella stagione, il Brann è retrocesso in 1. divisjon.
Il Brann ha riconquistato la promozione in Eliteserien già al termine del campionato 2022, successo a cui ha fatto seguito anche la vittoria del Norgesmesterskapet 2022-2023. In virtù di questo risultato, il Brann si è qualificato per i turni preliminari dell'Europa Conference League 2023-2024. Il 10 agosto 2023, quindi, Heggebø ha effettuato il proprio esordio nelle competizioni UEFA per club, subentrando a Felix Myhre nella sconfitta per 2-1 subita in casa dell'Arouca.
Il 10 febbraio 2025 ha firmato un nuovo contratto con il Brann, valido fino al 31 dicembre 2028.
Il 7 luglio 2025 passa al West Bromwich per 5,5 milioni di euro, cessione più onerosa per il club norvegese.

## Statistiche

### Presenze e reti nei club
Statistiche aggiornate al 21 giugno 2025.
| Stagione       | Club          | Campionato   | Campionato | Campionato | Coppe nazionali | Coppe nazionali | Coppe nazionali | Coppe continentali | Coppe continentali | Coppe continentali | Supercoppe | Supercoppe | Supercoppe | Totale | Totale |
| Stagione       | Club          | Comp         | Pres       | Reti       | Comp            | Pres            | Reti            | Comp               | Pres               | Reti               | Comp       | Pres       | Reti       | Pres   | Reti   |
| -------------- | ------------- | ------------ | ---------- | ---------- | --------------- | --------------- | --------------- | ------------------ | ------------------ | ------------------ | ---------- | ---------- | ---------- | ------ | ------ |
| 2018           | Brann         | ES           | 0          | 0          | CN              | 1               | 1               | -                  | -                  | -                  | -          | -          | -          | 1      | 1      |
| gen.-ago. 2019 | Brann         | ES           | 0          | 0          | CN              | 0               | 0               | -                  | -                  | -                  | -          | -          | -          | 0      | 0      |
| ago. 2019      | Nest-Sotra    | 1D           | 3          | 2          | CN              | -               | -               | -                  | -                  | -                  | -          | -          | -          | 3      | 2      |
| set.-dic. 2019 | Brann         | ES           | 5          | 0          | CN              | -               | -               | -                  | -                  | -                  | -          | -          | -          | 5      | 0      |
| 2020           | Øygarden      | 1D           | 30         | 9          | -               | -               | -               | -                  | -                  | -                  | -          | -          | -          | 30     | 9      |
| 2021           | Brann         | ES           | 22+1       | 8+1        | CN              | 3               | 2               | -                  | -                  | -                  | -          | -          | -          | 26     | 11     |
| 2022           | Brann         | 1D           | 30         | 13         | CN              | 5               | 2               | -                  | -                  | -                  | -          | -          | -          | 35     | 15     |
| 2023           | Brann         | ES           | 22         | 2          | CN              | 0               | 0               | UECL               | 4                  | 0                  | -          | -          | -          | 26     | 2      |
| 2024           | Brann         | ES           | 29         | 11         | CN              | 3               | 3               | UECL               | 6                  | 1                  | -          | -          | -          | 38     | 15     |
| gen.-lug. 2025 | Brann         | ES           | 13         | 7          | CN              | 2               | 0               | UCL                | -                  | -                  | -          | -          | -          | 15     | 7      |
| Totale Brann   | Totale Brann  | Totale Brann | 121+1      | 41+1       |                 | 14              | 8               |                    | 10                 | 1                  |            | -          | -          | 146    | 51     |
| 2025-2026      | West Bromwich | FLC          | 0          | 0          | FACup+FLC       | 0               | 0               | -                  | -                  | -                  | -          | -          | -          | 0      | 0      |
| Totale         | Totale        | Totale       | 154+1      | 52+1       |                 | 14              | 8               |                    | 10                 | 1                  |            | -          | -          | 179    | 62     |

## Palmarès

### Club

#### Competizioni nazionali
- 1. divisjon: 1

Brann: 2022
- Coppa di Norvegia: 1

Brann: 2022-2023